# Rado (Uhrenmarke)

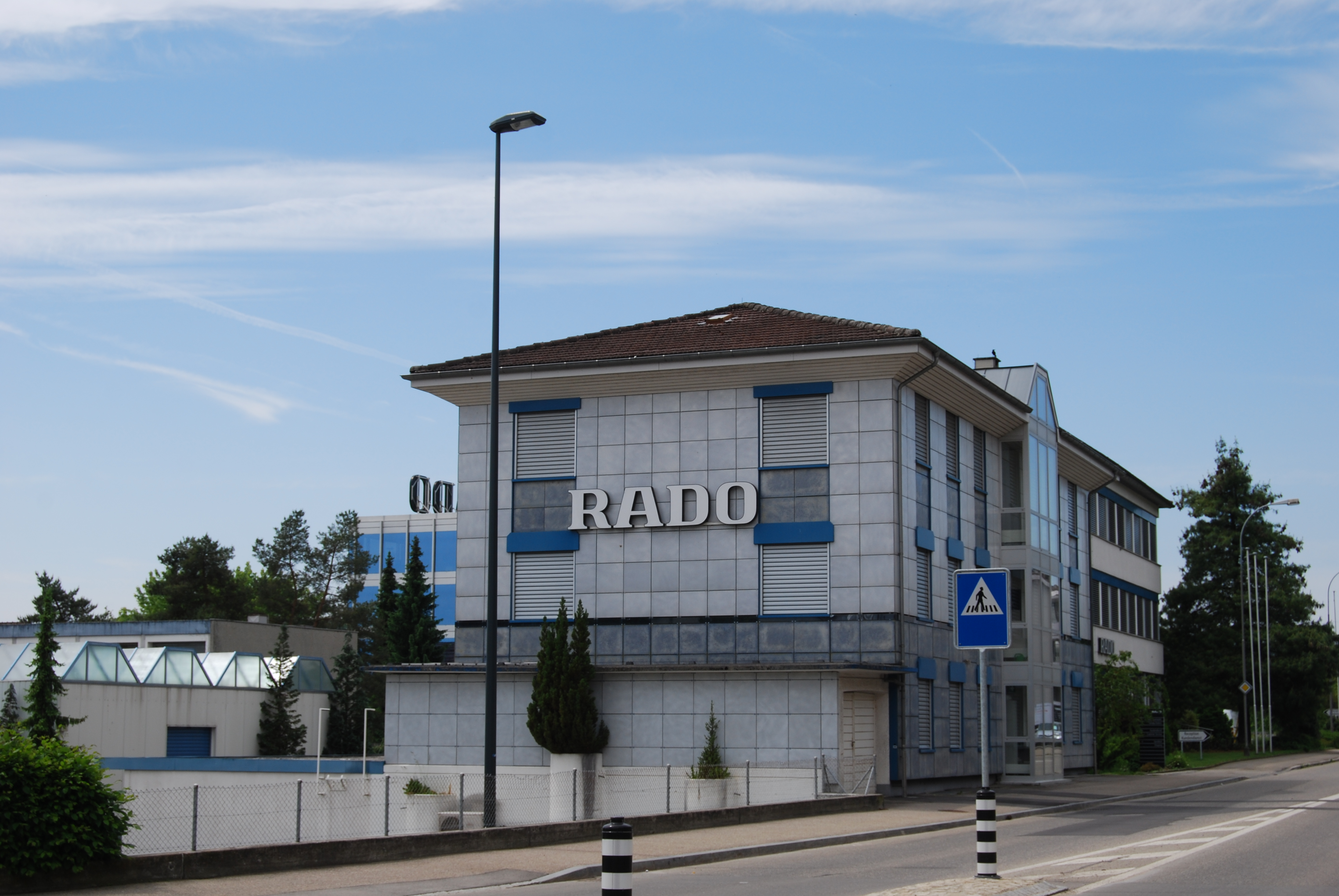
Firmensitz und Fabrik. Bild 2012

Rado ist eine seit 1983 zur Swatch Group gehörende Uhrenmarke aus Lengnau im Schweizer Kanton Bern und stellt Uhren im oberen Preissegment her. Uhren der Marke Rado sind in über 5000 Verkaufsstellen und über 70 Stores erhältlich. Die Marke ist bekannt für ihre Forschungsarbeiten im Bereich der Materialwissenschaften. 2018 wurden mehrere 100.000 Uhren hergestellt.

## Firmengeschichte
Rado wurde als Uhrwerkfabrik Schlup & Co. im Jahr 1917 in Lengnau von den Brüdern Ernst, Fritz und Werner Schlup gegründet und trat in den ersten Jahrzehnten ausschliesslich als Rohwerkeproduzent auf. 1937 wurde die Rado Watch Co. Ltd. als Tochtergesellschaft im selben Haus gegründet; eine weitere Marke für Armbanduhren der Uhrenfabrik Schlup war von ca. Anfang der 1940er bis 1957 Exacto. Ab ca. 1958 wurden nur noch Uhrenmodelle unter der Bezeichnung Rado angeboten. Die 1962 entwickelte DiaStar gilt als erste kratzfeste Uhr der Welt. Von 1962 bis 1968 wurde in geringen Stückzahlen von nur 8000 Stück die Taucheruhr Captain Cook MK1 mit 220 Metern Tiefenwiderstand hergestellt. Ab Mitte der 1960er Jahre nahm die Bedrohung durch Billighersteller aus Asien stetig zu.
1968 wurde das Unternehmen Teil der ASUAG. 1975 erfolgte die Einweihung des neuen Rado-Hauptsitzes in Lengnau. 1983 fusionierten ASUAG und SSIH zur SMH Gruppe in Biel. Daraus entstand 1998 die Swatch Group. 1992 feierte Rado dreifachen Geburtstag: 75 Jahre seit der ursprünglichen Gründung, 35 Jahre seit der ersten offiziellen Nutzung der Marke Rado, 30 Jahre seit der ersten Lancierung der DiaStar. 1995 wurde Rado für die Entwicklung der Concept 1 mit dem Innovationspreis des Technologiezentrums Schweiz ausgezeichnet, als erstmals polykristalliner Diamant auf dem Gebiet der Uhrenproduktion eingesetzt wurde.

## Materialien
Das Alleinstellungsmerkmal der Rado-Uhren ist neben ihrem ausgefallenen Design die Kratzfestigkeit ihrer Gehäuse. Lieferant der Materialien ist der hauseigene Hersteller Comadur in Le Locle. Die 1962 hergestellte Dia Star 1 verfügte über ein Gehäuse aus Wolframcarbid und Saphirglas. 1986 stellte Rado mit der „Dia Star Integral“ seine erste Uhr mit Bestandteilen einer Hightech-Keramik namens Ceramos vor, vier Jahre später die Ceramica, die erste Uhr der Welt, deren Armband, Krone und Gehäuse vollständig aus diesem Material gefertigt war, das fünfmal härter ist als Stahl, aber um ein Viertel leichter.
Rado nutzt die Verbindung Zirkoniumoxid, ein künstlich hergestelltes, sehr feines Pulver, das durch hitzeinduzierte Schrumpfung extrem hohe Dichte ermöglicht, im Gegensatz zu herkömmlicher Keramik, die in ihrer Grundform eher porös und zerbrechlich ist. Das Material kann Pigmente aufnehmen und lässt sich so beliebig färben. Neben anfänglich ausschließlich schwarzer Keramik besteht ein breites Spektrum verschiedenster Farben. Mit ihrer sogenannten Plasma-Keramik gelang es Rado in einem patentierten Verfahren, ihren Produkten ein silbrig schimmerndes, metallisches Aussehen zu geben, das mittels einer Zufuhr von Gasen und einer Erhitzung auf 20.000 Grad erreicht wird. Das Material Ceramos aus Keramik und Metall lässt Erscheinungsbilder wie Stahl, Platin oder Roségold zu. Viele Modelle der Marke werden zusätzlich mit Diamantschmuck oder Gold versehen und tragen die Bezeichnung Jubilé.
Die Zeitmesser arbeiten meist mit Automatikaufzug, in den sehr flachen bzw. den Damen-Modellen sind Quarzwerke verbaut. Die Uhrwerke stammen von dem durch den Swatch-Konzern verschwisterten Werkehersteller ETA SA. Zu den Designern von Rado-Uhren zählen Andy Warhol, Jasper Morrison, Konstantin Grcic und Samuel Amoia.

## Uhrenmodelle (Auswahl)

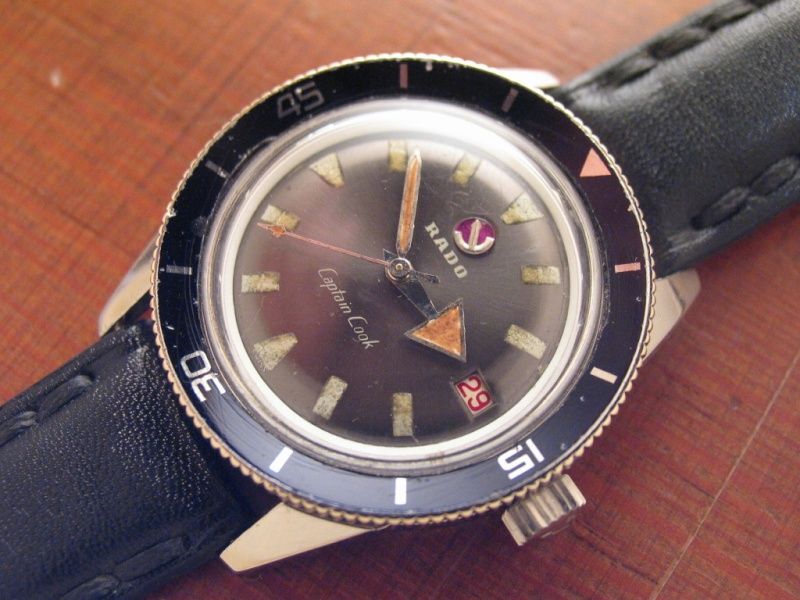
Rado Captain Cook, MK1 1962
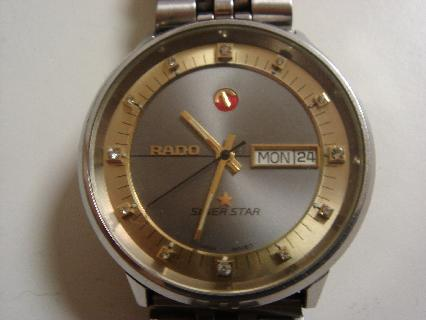
Rado Silver Star, ca. 1980
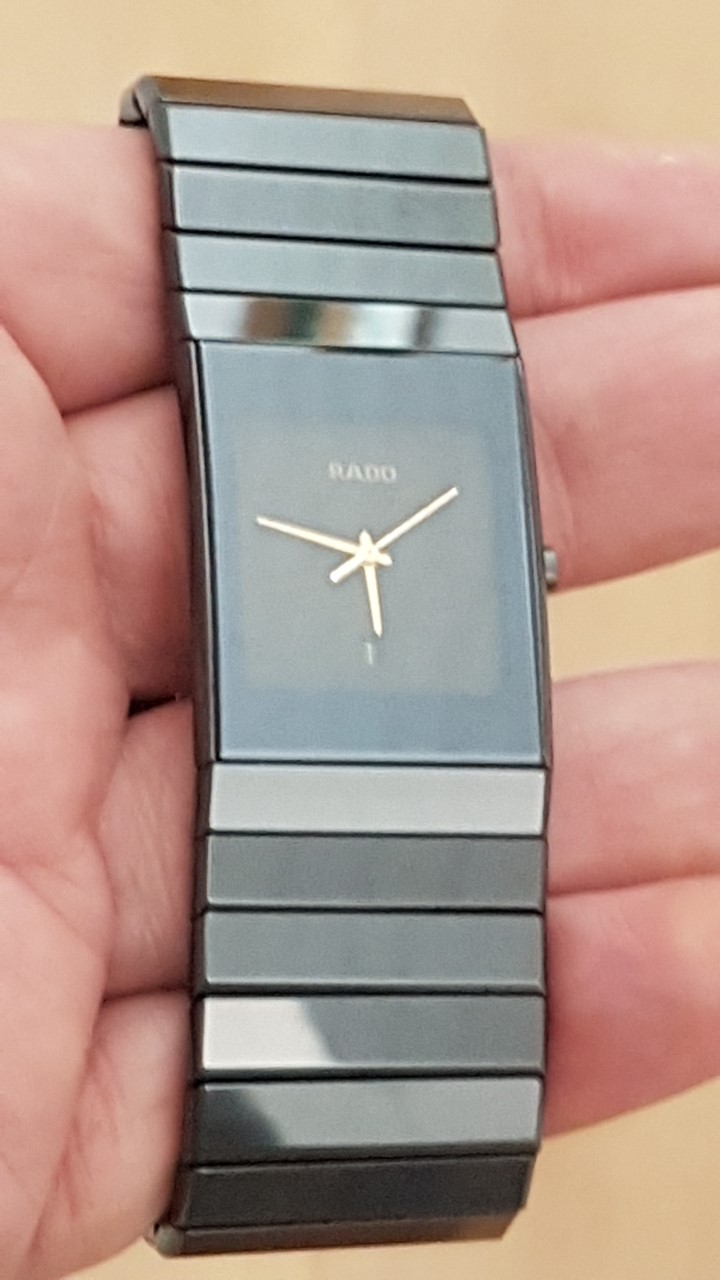
Rado DiaStar Ceramica, 1994
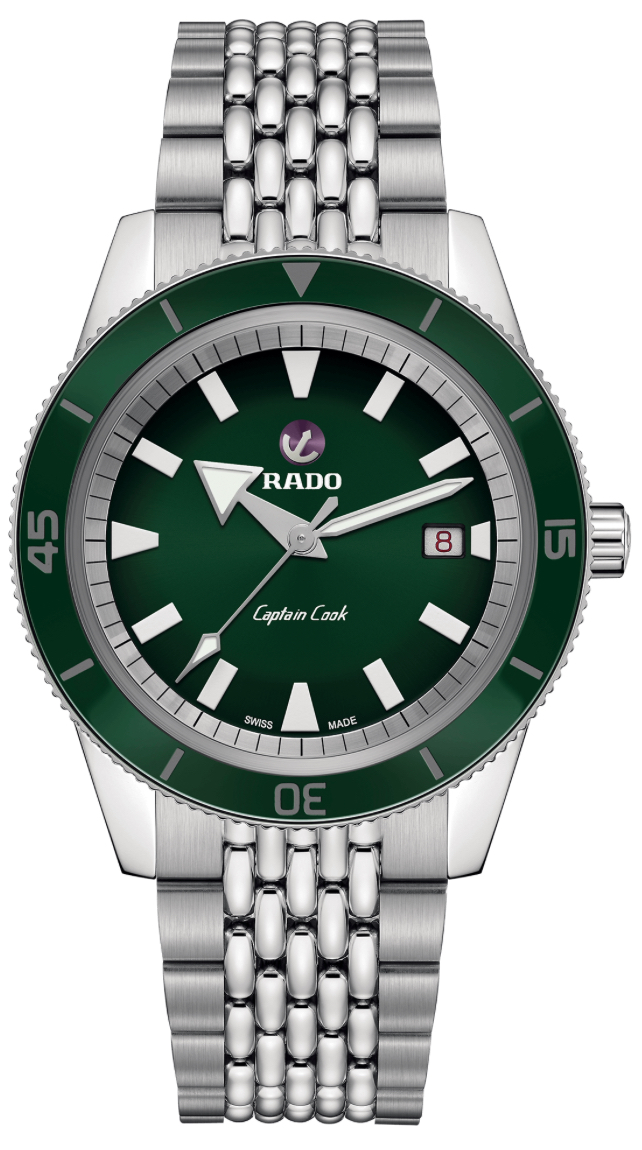
Rado Captain Cook, Neuauflage
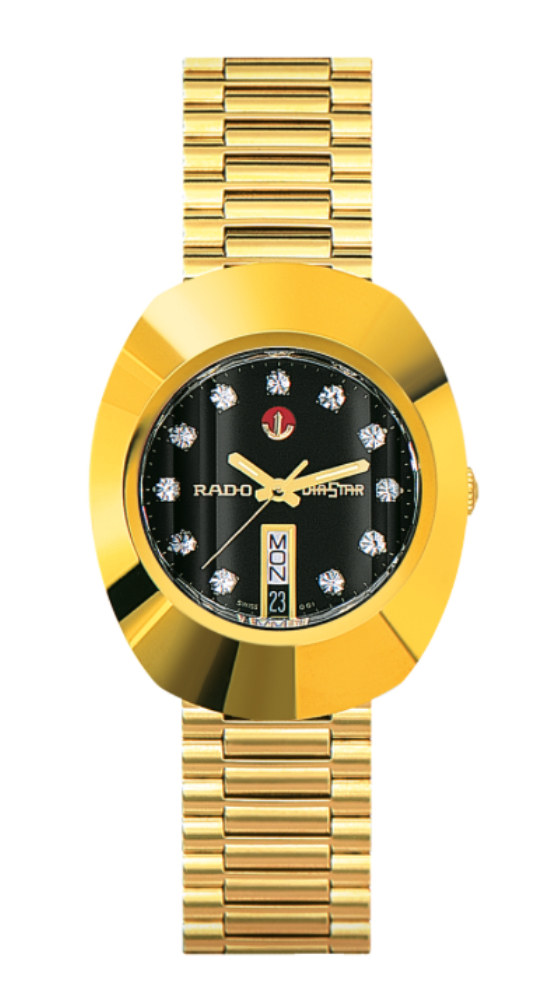
Rado DiaStar
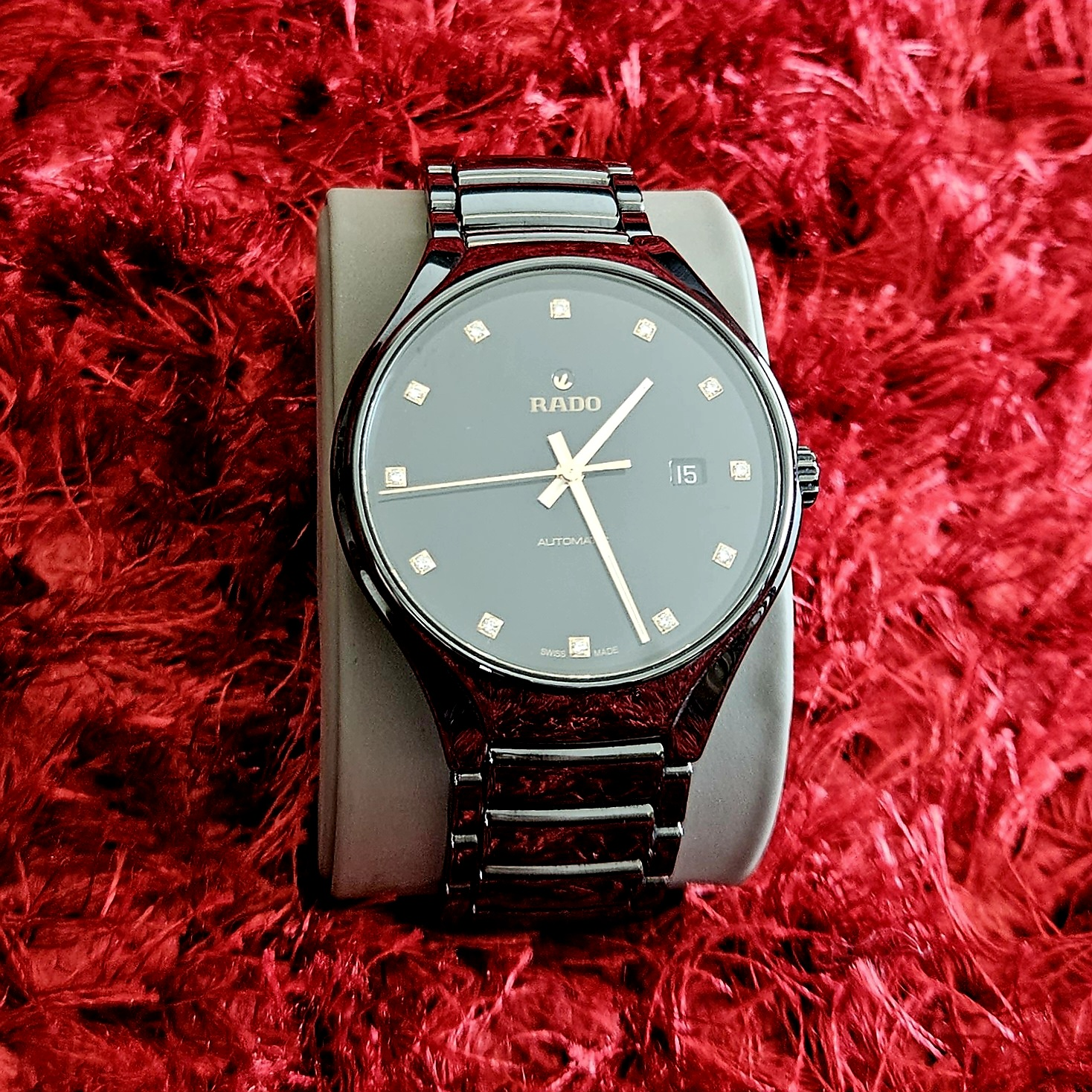
Rado True

- 1962 Rado DiaStar, die erste kratzfeste Uhr der Welt, sowie Rado 'Daymaster' mit Tag- und Datumsanzeige
- 1984 Rado Anatom Familie
- 1986 Rado Integral, deren Gehäuse ganz mit kratzfestem Saphirglas bedeckt ist. Das Armband besteht aus ultraharter, kratzfester Keramik.
- 1987 Rado La Coupole Kollektion
- 1990 Rado Ceramica, deren Gehäuse und Armband vollumfänglich aus kratzfester Keramik bestehen.
- 1993 Rado Sintra Linie aus platinfarbener Keramik
- 1996 Rado DiaQueen – eine Damenuhren-Kollektion, welche Keramik, Gold und Diamanten in einem Schmuckstück vereint.
- 1997 Rado Vision 1 ist die erste Uhr aus polykristallinem Diamant. Im Jahr 2001 erhält Rado für dieses Modell den Eintrag für die härteste Uhr der Welt im Guinness-Buch der Rekorde.
- 1999 Rado Cerix. Ungewöhnlich ist ihre Form, welche einer Spirale angelehnt ist
- 2000 Rado Ovation
- 2001 Rado eSenza
- 2002 Rado V10K, mit High-Tech-Diamant beschichtet
- 2007 Limitierte Edition der Linie Rado Ceramica, entworfen vom britischen Designer Jasper Morrison, um das 50-jährige Jubiläum der Firma zu feiern. Zum ersten Mal wird matte Keramik verwendet.
- 2008 Integral und Sintra werden reinterpretiert und zum ersten Mal wird goldfarbene Keramik verwendet.
- 2009 Rado r5.5, entworfen vom britischen Designer Jasper Morrison.
- 2010 Rado D-Star
- 2012 Rado HyperChrome

## Designpreise
Verschiedene Uhrenfamilien der Marke Rado haben eine Vielzahl internationaler Design-Auszeichnungen erhalten.

### UhrenfamilieV10K
- 2005	Good Design Award, Japan
- 2005	Design Plus Material Vision 2005, Deutschland
- 2005	iF Design Award, China
- 2003	Red dot award, Deutschland
- 2002	Good Design Award, Chicago, USA

### Uhrenfamilier5.5
- 2009	Good Design Award, USA
- 2010	iF Product Design Award, Deutschland
- 2010	Red dot award, Deutschland

### UhrenfamilieCeramica
- 2008	Annual Design Review, I.D. Magazine, USA
- 2007	Bilan du Design, Schweiz
- 2007	iF Design Award, China
- 1990	G-Mark Award, M.I.T.I., Japan
- 1990	Red dot award, Deutschland

### UhrenfamileSintra
- 2002	Rosinex Fair Award, Russland
- 1993	G-Mark Award, M.I.T.I., Japan

### UhrenfamilieRado True
- 2009	Red dot award, Deutschland
- 2008	iF Design Award, China
- 2007	Good Design Award, Chicago, USA
- 2007	Red dot award, Deutschland

### UhrenfamilieOriginal
- 2006	Red dot award, Deutschland
- 2006	iF Design Award, China

### UhrenfamilieeSenza
- 2002	iF Design Award, Deutschland
- 2002	IDEA Award, USA
- 2001	Good Design Award, Japan